# Avayalik Islands
Avayalik Islands är öar i Kanada.   De ligger i provinsen Newfoundland och Labrador, i den östra delen av landet, 1 800 km nordost om huvudstaden Ottawa.